# Мартин, Дэвид (скрипач)
Дэвид Мартин (англ. David Martin; 2 августа 1911, Виннипег — 17 февраля 1982, Норидж) — британский скрипач канадского происхождения.
Учился музыке в своём родном городе, затем в 1928 г. некоторое время занимался под руководством Кэтлин Парлоу, после чего выиграл стипендию для обучения в Европе и до 1934 г. учился в Королевской академии музыки в Лондоне, где его наставником был известный педагог Роусби Вуф. В 1935 г. дебютировал на сцене Уигмор-холла и провёл в Англии всю последующую исполнительскую и педагогическую карьеру, хотя в поздние годы возвращался в Канаду для летних мастер-классов.
Преимущественно выступал как ансамблист, в том числе в составе Филармонического струнного трио (1935—1940) и во главе струнного квартета Мартина (1948—1968), с 1945 г. играл также в фортепианном трио, где партию виолончели исполняла его жена Флоренс Хутон. В составе этих коллективов оставил ряд записей, в том числе произведений В. А. Моцарта, Людвига ван Бетховена, Франца Шуберта, Антонина Дворжака, Джона Айрленда. С 1943 г. преподавал в Королевской академии музыки.